# Орловка (Сакмарський район)
Орло́вка (рос. Орловка) — село у складі Сакмарського району Оренбурзької області, Росія.

## Населення
Населення — 448 осіб (2010; 425 у 2002).
Національний склад (станом на 2002 рік):
- росіяни — 56 %
- казахи — 29 %